# Сохьон
Со Джу-хьон (на корейски: 서주현;Коригирана романизация на корейския език:Seo Joo-hyun) позната повече като Сохьон (Коригирана романизация на корейския език:Seohyun) е южнокорейски идол, певица и актриса станала известна като член на групата Гърлс Дженерейшън и нейната подгрупа Гърлс Дженерейшън-Ти Ти Ес (на английски: Girls' Generation-TTS).

## Ранен живот
Сохьон е родена и израства в Сеул, Южна Корея, където през 2003 г. е открита случайно в метрото от търсачи на таланти, които я насърчават да се яви на кастинг за присъединяване към S.M. Entertainment. Преминава кастигна успешно и през същата година става стажант в компанията. След години обучение, през 2007 дебютира в групата Гърлс Дженерейшън като заема позиция на един от главните вокали и макне (термин, който обозначава най-малкия по възраст човек от дадена общност).
През август 2014 година завършва университета „Донкук“.

## Гърлс Дженерейшън
Гърлс Дженерейшън дебютират на 5 август 2007 г. с песента „Into the New World“. Оттогава групата се е превърнала в една от най-известните групи в южнокорейската развлекателна индустрия.